# Britt-Inger Hansson
Britt-Inger Pling Hansson, född 1952 i Torps socken Västernorrlands län, är en svensk silversmed.
Hansson studerade vid Guldsmedsförbundets skola i Strålsnäs under tre års tid och har därefter studerat bland annat formgivning vid Linköpings universitet och kulturhistoria med föremålsanalys. Hon har bland annat medverkat i samlingsutställningen Soroptimist Internationals European Kongress i Malmö, Konsthantverkarnas Vänner i Arvika, Värmlands konsthantverkare och på Värmlands museum.